# جرم فنربندی‌نشده

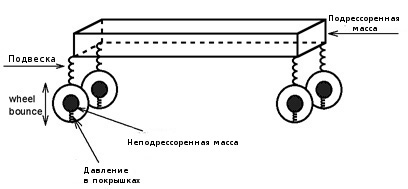
جرم فنربندی‌نشده

جِرم فنربندی نشده در صنعت خودرو و مهندسی خودرو به آن قسمت از وزن خودرو می‌گویند که زیر مجموعهٔ سیستم تعلیق قرار دارد. جرم فنربندی‌نشده معمولاً شامل تایر و چرخ‌های خودرو، ترمز خودرو، دیفرانسیل و اکسل‌های خودرو می‌شود؛ اما شامل وزن اجزای بالای سیستم تعلیق نمی‌شود.